# Альфредо Бодойра
Альфредо Бодойра (італ. Alfredo Bodoira, 30 серпня 1911, Маті — 3 серпня 1989, Турин) — італійський футболіст, що грав на позиції воротаря. По завершенні ігрової кар'єри — тренер.
Виступав, зокрема, за клуби «Ювентус» та «Торіно». Чемпіон Італії і володар Кубка Італії.

## Ігрова кар'єра
Народився 30 серпня 1911 року в місті Маті. Вихованець футбольної школи клубу «Ювентус». В сезоні 1930-31 зіграв один матч у чемпіонаті, а команда виборола титул чемпіона Італії. Основним воротарем клубу був знаменитий Джанп'єро Комбі, а Бодойра був резервістом. У наступних двох сезонах він був гравцем глибокого запасу, зігравши лише один товариський матч. Тому був відданий у команду «Анконітана», де виступав у Серії D-1 протягом 1933—1935 років
В 1935 році повернувся в «Ювентус», але протягом наступних двох сезонів також лишався резервістом, зігравши лише у двох матчах кубка Італії, а також товариських поєдинках. Більш-менш регулярно грати у основі Бодойра розпочав із сезону 1937/38 і по сезон 1940/41, конкуруючи за місце у воротах з Уго Аморетті. В 1938 році отримав титул володаря Кубка Італії. У фінальному матчі «Ювентус» двічі переміг земляків з «Торіно» 3:1 і 2:1. Влітку 1938 року брав участь у матчах Кубка Мітропи. «Ювентус» дістався півфінальної стадії. Альфредо зіграв лише у першому матчі проти угорського Хунгарію (Будапешт) (3:3).
1941 року уклав контракт з клубом «Торіно», у складі якого провів наступні п'ять років своєї кар'єри гравця. В 1943 році додав до переліку своїх трофеїв ще по одному титулу чемпіона Італії і володаря Кубка Італії. В першому післявоєнному чемпіонаті 1945-1946 був резервним воротарем і жодного матчу у чемпіонаті не зіграв.
Протягом 1946—1947 років захищав кольори клубу «Алессандрія». Завершив ігрову кар'єру у команді «Чезена», за яку виступав протягом 1947—1949 років.

## Кар'єра тренера
Розпочав тренерську кар'єру невдовзі по завершенні кар'єри гравця, 1950 року, очоливши тренерський штаб клубу «Равенна». Також очолював команду «Фоссанезе».
Останнім місцем тренерської роботи був клуб «Аоста», головним тренером команди якого Альфредо Бодойра був з 1957 по 1958 рік.
Помер 3 серпня 1989 року на 78-му році життя у місті Турин.

## Статистика виступів

### Статистика виступів у кубку Мітропи
| №                      | Розіграш               | Стадія                 | Дата та місце проведення | Команда 1              | Рахунок                                            | Команда 2 | Голи та інші дії |
| ---------------------- | ---------------------- | ---------------------- | ------------------------ | ---------------------- | -------------------------------------------------- | --------- | ---------------- |
| 1                      | 1938                   | 1/8                    | 26.06.1938, Будапешт     | Хунгарія (Будапешт)    | 3:3 [Архівовано 27 лютого 2021 у Wayback Machine.] | Ювентус   |                  |
| Всього у кубку Мітропи | Всього у кубку Мітропи | Всього у кубку Мітропи | Всього у кубку Мітропи   | Всього у кубку Мітропи | 1                                                  |           | -3               |

## Титули і досягнення
- Чемпіон Італії (2)[5]:

«Ювентус»: 1930-1931
«Торіно»: 1942-1943
- Володар Кубка Італії (2):

«Ювентус»: 1937-1938
«Торіно»: 1942-1943